# Inselberg

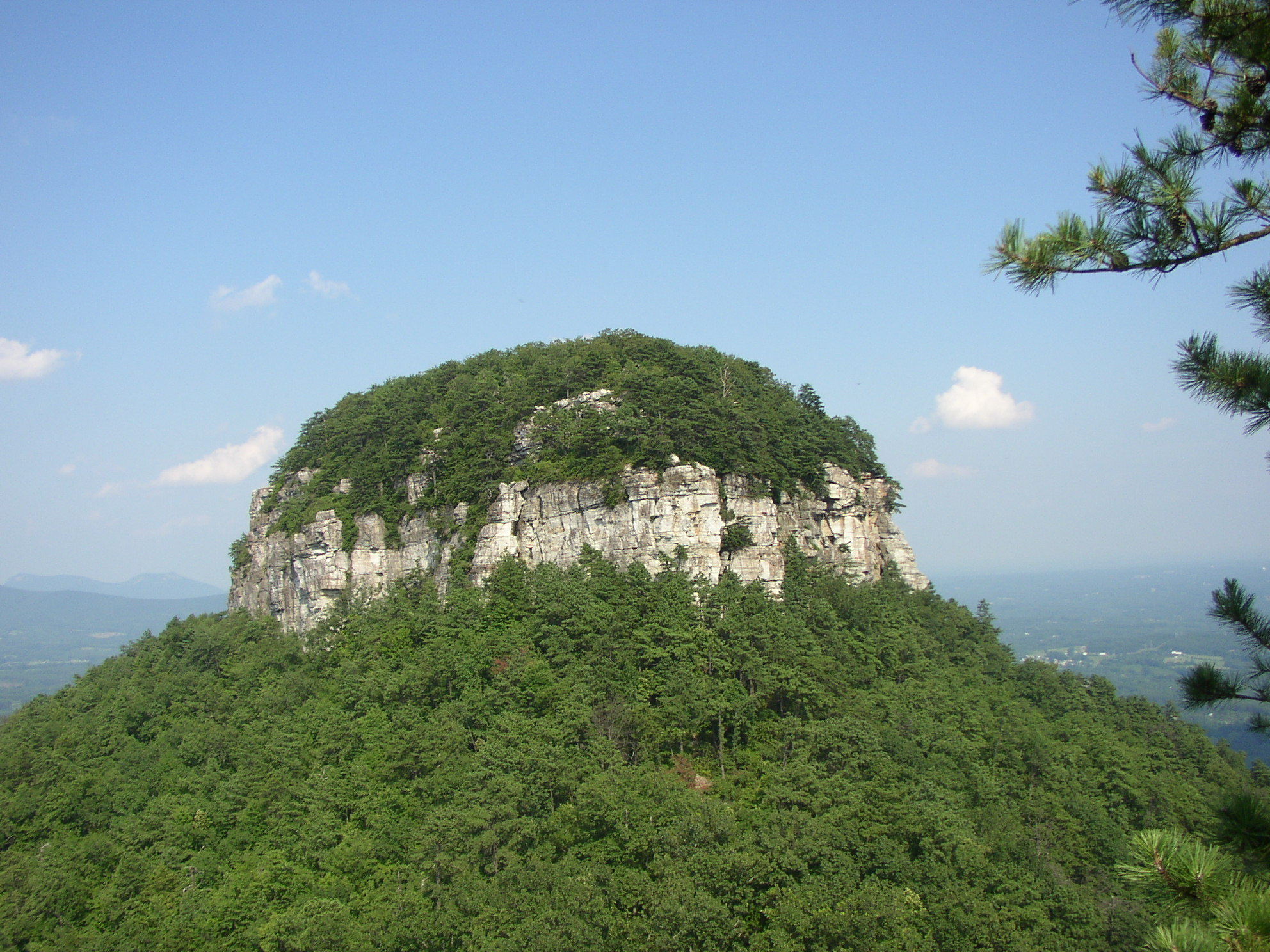
Pilot Mountain (Carolina del Nord)

Un inselberg, montínsula, monadnock o turó testimoni és un turó rocós aïllat o muntanyeta que sorgeix abruptament des d'una plana. La paraula inselberg deriva de l'alemany i literalment vol dir 'illa muntanya' i aquesta es fa servir internacionalment, mentre que "monadnock" es fa servir als Estats Units i deriva del mont Monadnock, que, al seu torn, és un mot algonquí (natius americans). En anglès, es coneix com a outlier; en francès, com a butte témoin i, en castellà, com a cerro testigo.

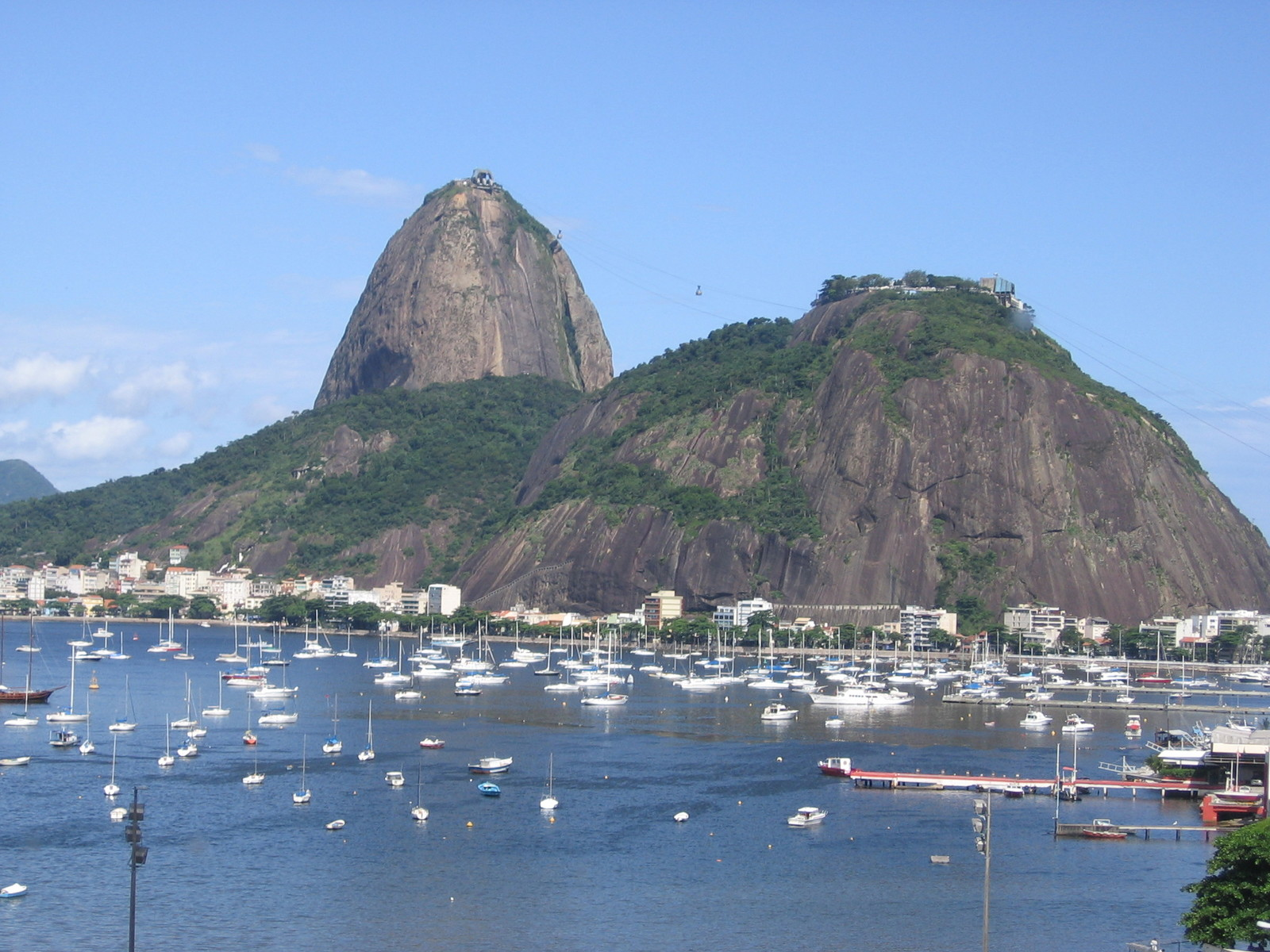
Pâo d'açúcar a Rio de Janeiro

La paraula inselberg va ser encunyada pel geòleg Wilhelm Bornhardt (1864–1946) el 1900, per tal de descriure'n l'abundància al sud de l'Àfrica. Actualment, es defineix com a "turons isolats de vessants escarpats que sorgeixen relativament de manera abrupta sobre un terreny de pendent suau".
També en trobem diferents accepcions formulades per diferents autors. Per exemple:
• Tossal testimoni: relleu estructural aïllat d'una plataforma (a certa distància, per efecte de l'erosió) d'estructura tabular o monoclinal, sostinguda per una capa resistent, el qual és testimoni d'una antiga extensió de la plataforma.
• Turó testimoni: turó o muntanya prominent de cim pla i vessants abruptes, que representa generalment les restes d'una capa rocosa resistent en una regió d'estrats horitzontals.
• Turó testimoni d'erosió: aflorament de roques més modernes, rodejat d'altres de més antigues, com a resultat de la major resistència de les primeres a l'erosió. Un cop desaparegut el coronament de les roques més resistents, el relleu resultant rep el nom “d'antituró”; oposat a finestra d'erosió.
Com podem comprovar, les diferents accepcions, algunes més geogràfiques, d'altres geològiques, defineixen molt bé aquestes elevacions que caracteritzen el nostre paisatge i que són el testimoni de l'antic relleu que hi havia.

## Geologia
El vulcanisme i altres processos poden donar lloc a una massa de roca que resisteixi l'erosió dins d'una massa no tan resistent, per exemple de pedra calcària més susceptible a l'erosió. La massa menys resistent s'erosiona i forma una plana, la roca més resistent es manté i queda aïllada com una muntanya o turó.
A Catalunya, podem trobar turons testimonials a la plana de Vic i a la conca de l'Òdena.
Abans del relleu actual, que podem veure a la plana i que està format per parts més elevades -els turons i serrats- i per parts més baixes formades per petites depressions degudes a l'erosió, el nostre paisatge era diferent.
A l'inici del període terciari (fa uns 65 milions d'anys), es forma el Pirineu i el Massís catalanobalear a conseqüència del plegament alpí. Al mateix temps, s'enfonsa l'àrea de l'Ebre. Les aigües marines arriben fins al Pirineu. A mesura que passa el temps, aquestes noves serralades es van erosionant i els sediments que es formen s'acumulen o bé al seu peu, els més grollers, o bé van omplint el mar formant els sediments marins, els més fins.
La línia de costa del mar que cobria l'actual plana de Vic no era estàtica i, amb el temps, es va anar modificant. A partir de finals de l'eocè, fa aproximadament uns 37 milions d'anys, aquest mar es va anar tancant progressivament fins que, en el Miocè (fa uns 24 milions d'anys), s'aixeca en bloc l'actual Catalunya i se situa la línia de costa aproximadament on és ara.
A principis del Quaternari, fa uns 2 milions d'anys, la plana de Vic i la resta de terres catalanes estan fora de l'aigua; per tant, els sediments que es formen durant aquest període són d'origen continental. El clima durant el quaternari ha sofert diferents canvis i ha generat també diferents paisatges. Concretament, hi ha hagut quatre grans períodes freds o glaciacions -el darrer dels quals va ser entre 70.000 i 20.000 anys abans d'ara- i períodes temperats o interglaciacions, més càlids que l'actual. Durant les glaciacions, les neus permanents varen baixar a Catalunya fins als 2.000 metres. Aquestes variacions climàtiques varen influir en el cabal dels rius i en el nivell del mar, que va oscil·lar diverses vegades. Els últims milions d'anys, durant el quaternari, s'han intercalat curtes fases d'acumulació de sediments lligades a la dinàmica dels rius (terrasses fluvials) i dels vessants (glacis). Algunes d'aquestes acumulacions han resistit els processos erosius i les podem trobar a la part superior d'alguns turons: el de la Barraca, el del Vicenç i el de Puig-rodon.
L'actual plana de Vic és, doncs, una depressió fruit de l'erosió diferencial dels materials d'origen marí i continental, sedimentats durant el terciari. Els turons testimoni són les restes finals d'aquest procés erosiu i ens indiquen l'alçada anterior al quaternari que tenia l'actual plana. Les roques més resistents formen els actuals turons i les més toves s'han anat disgregant.
A la plana de Vic, el substrat rocós que es troba per sota dels dipòsits del quaternari està format essencialment per margues del coll de Malla, gres de Folgueroles, margues de Vic i la calcària de Collsuspina. Intercalades amb les margues, podem observar fàcilment la presència d'una altra roca un xic més resistent a l'erosió, que forma capes ben definides en posició horitzontal i que estan lleugerament inclinades cap al sud. Es tracta dels gresos de gra molt fi, unes roques sedimentàries constituïdes per la cimentació de sorres molt fines amb argiles. La major resistència que ofereixen aquestes roques ha permès que algun dels turons no estiguin tan erosionats com els constituïts únicament per margues, que no tenen el “barret protector”. Aquestes roques, les podem observar al serrat dels Corbs vora Niubó. De tota manera, és el clima qui, en últim terme, ha condicionat la formació d'aquest relleu característic, tot i que perquè hi pugui actuar d'una manera important és necessari també que el substrat tingui unes característiques determinades. En el cas del terme de Manlleu i, en general, a la Plana, són les roques anomenades margues, lutites cimentades per carbonat de calci, al voltant del 50%, les que formen majoritàriament el substrat rocós. Aquestes roques, quan no tenen una cobertura vegetal que les protegeixi, són fàcilment erosionables i donen el clàssic relleu aixaragallat (badlans) de la plana de Vic.
Els turons testimoni, els podem trobar en altres indrets a part de la plana de Vic, com per exemple a la conca d'Òdena, dins de la depressió de l'Ebre, i ja més lluny, als Estats Units.
Els badlands, que en català vol dir 'males terres', és un terme d'origen castellà que designava el paisatge aixaragallat i amb poca vegetació que els conqueridors varen trobar en zones del sud-est d'Amèrica del Nord. És aquest un tipus de paisatge resultant dels processos d'erosió que es produeixen sobretot en roques toves, com és el cas dels vessants dels turons testimoni de la plana de Vic. Els badlands, però, no els trobem només aquí, a la nostra comarca, sinó també en altres llocs amb climes molt diferents, per exemple a Terra del Foc, al sud del continent americà, amb clima més fred que el nostre, i a Nova Jersey (EUA), on es produeixen precipitacions de 2.000 mm anuals. En ambdós casos, la seva formació es deu a la impermeabilització dels sòls i als forts pendents.

## Ecologia

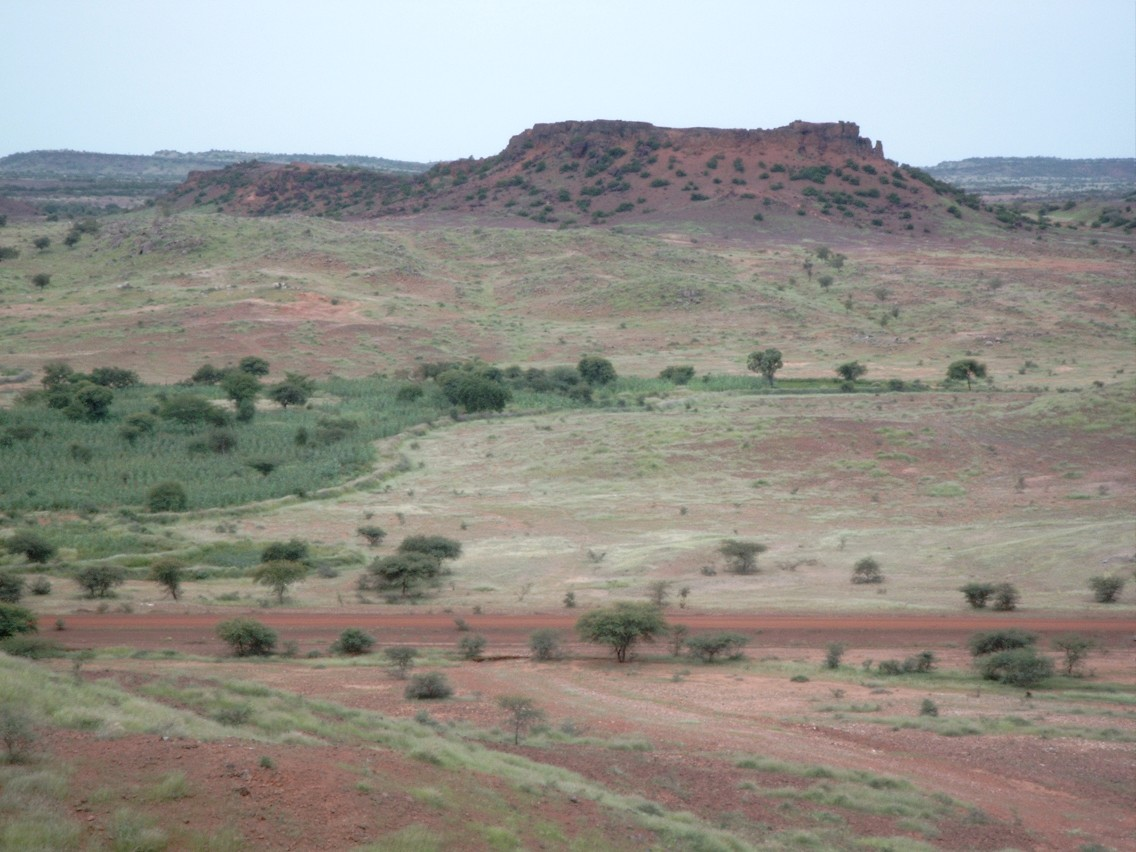
Un inselberg prop de Dori, Burkina Faso

Els inselbergs, que a l'est d'Àfrica s'anomenen kopjes, tendeixen a ser un refugi per la vida al Serengeti de Tanzània i Kenya. Si el sòl de l'entorn és massa dur o prim per a tenir arbres en grans zones, el sòl atrapat pels kopjes pot ser dens i amb arbres, mentre els alentorns només tenen espècies herbàcies de mida curta. Els sots en la superfície proporcionen llocs on s'emmagatzema l'aigua de la pluja. Molts animals s'han adaptat a usar els kopjes, incloent-hi el lleó, damans, i molts ocells i rèptils.